# 九頭竜湖駅
九頭竜湖駅（くずりゅうこえき）は、福井県大野市朝日にある、西日本旅客鉄道（JR西日本）越美北線（九頭竜線）の駅である。同線の終着駅となっている。

## 歴史
- 1972年（昭和47年）12月15日：国鉄越美北線勝原駅 - 当駅間延伸時に終着駅として開設[1][2]。旅客営業のみ[4]。
- 1987年（昭和62年）
  - 4月1日：国鉄分割民営化に伴い、JR西日本の駅となる[4]。
  - 10月：初代駅舎（ブロック塀造）[3][5]からログハウス風の現駅舎へ改築[6]。
- 2004年（平成16年）
  - 7月18日：集中豪雨（平成16年7月福井豪雨）に伴い、営業休止。
  - 7月20日：越前大野駅までの運行再開に伴い、営業再開。
- 2007年（平成19年）6月30日：集中豪雨から3年振りに全線運行再開。
- 時期未定：簡易委託解除、終日無人駅化（予定）[7]。

## 駅構造
車止めに向かって右側に単式ホーム1面1線を有する地上駅。引上線と保守車両用横取線がある。この駅での夜間停泊は無く、朝5時50分の始発列車は越前大野駅から回送（2021年3月12日までは、営業列車）され、反対に当駅着最終列車は20時の福井行最終列車となる。
福井県の最東端・最海抜高の駅であり旧和泉村の代表駅である。当初の駅名は「越前朝日駅」を計画していた（後述）。ログハウス風の駅舎を持ち、特産物直売所や観光案内所がある道の駅九頭竜（和泉ふれあい会館）が隣接している。
金沢支社が管理し、道の駅九頭竜の指定管理者である「福井和泉リゾート」（旧法人名は有限会社いずみ）が窓口業務を受託する簡易委託駅である。終着駅ではあるが、乗降は無人駅同様に扱われており、下車時は切符または整理券と運賃を車内の運賃箱に入れるか運転士に渡し、定期乗車券・青春18きっぷ・北陸おでかけパス等は運転士に提示する。駅舎内に自動券売機は無いため、乗車券は窓口が営業中には購入出来るが、不在の時間帯は乗車時に整理券を発行し下車時に精算となる。一部の時間帯で全ドアが開く。
なお、JR西日本金沢支社は2030年度（令和12年度）までに、当駅の簡易委託を解除し、無人駅化する方針を示している（実施時期は未定）。

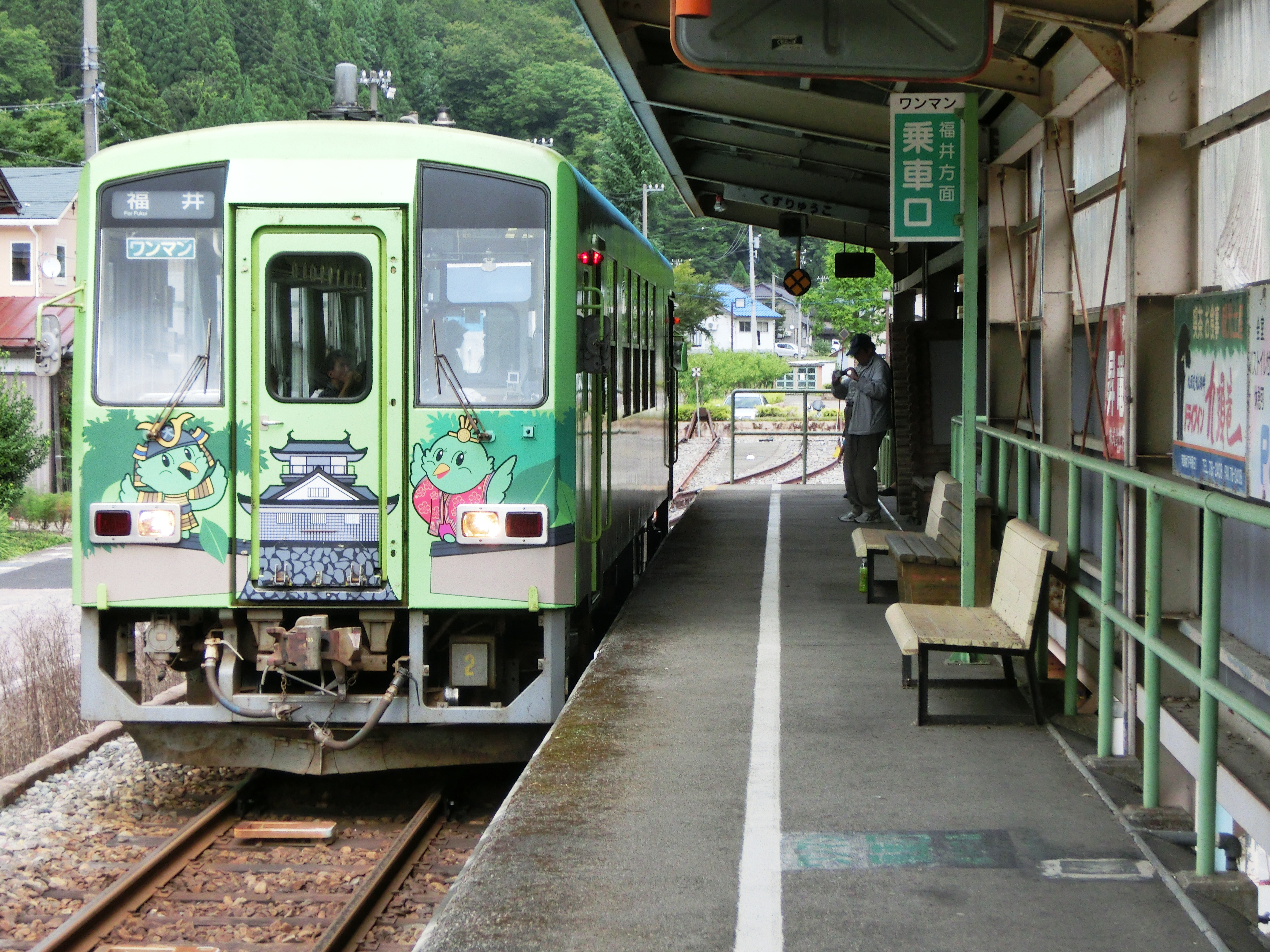
ホーム（2012年）
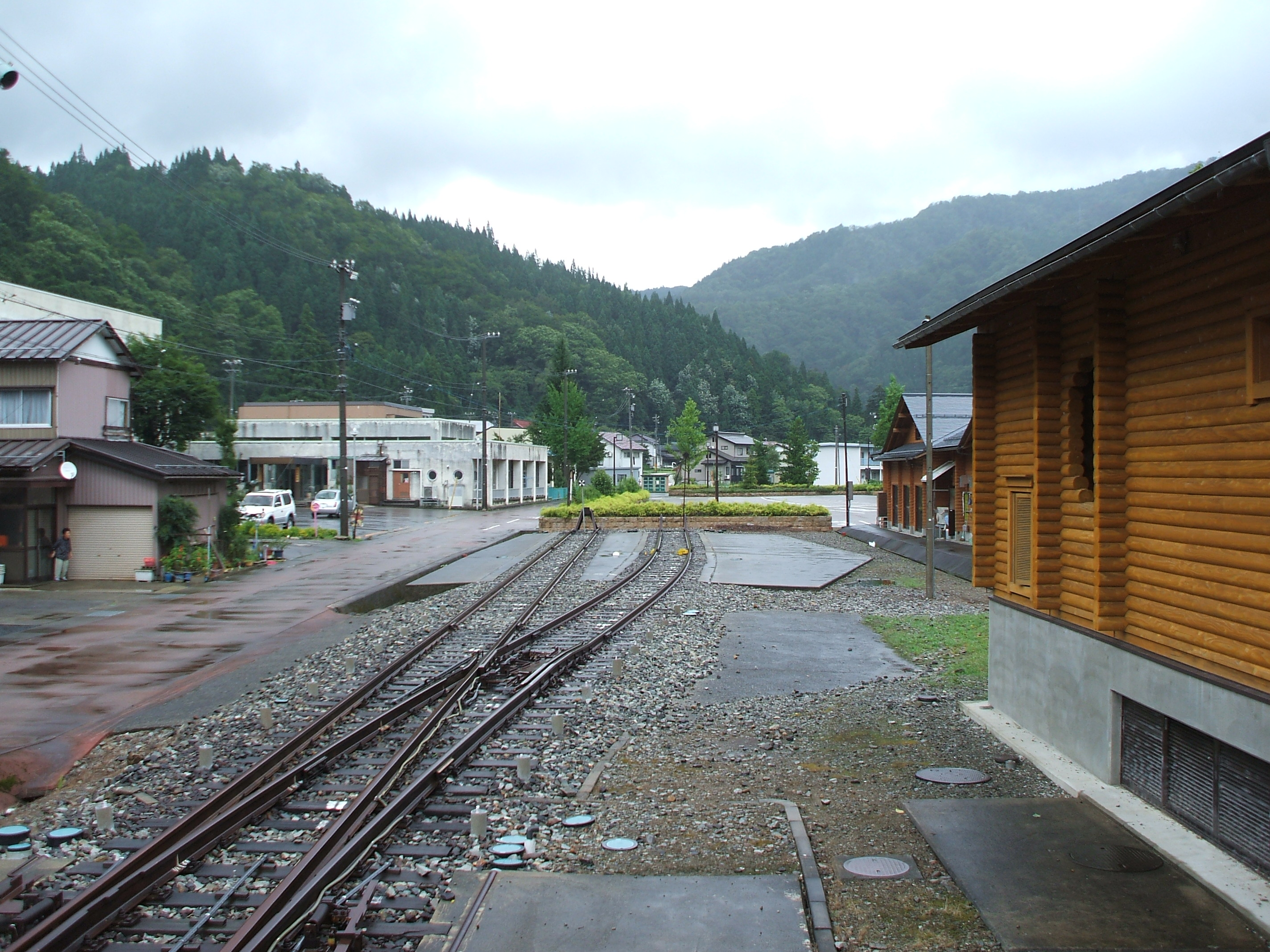
線路終端（2007年）

## 輸送実績
福井県統計年鑑デジタルアーカイブより。（1990年以降はデータ無し）
| 年度               | 1日平均乗車人員 |
| ------------------ | --------------- |
| 1972年（昭和47年） | 49              |
| 1973年（昭和48年） | 65              |
| 1974年（昭和49年） | 63              |
| 1975年（昭和50年） | 60              |
| 1976年（昭和51年） | 56              |
| 1977年（昭和52年） | 53              |
| 1978年（昭和53年） | 54              |
| 1979年（昭和54年） | 57              |
| 1980年（昭和55年） | 56              |
| 1981年（昭和56年） | 54              |
| 1982年（昭和57年） | 47              |
| 1983年（昭和58年） | 47              |
| 1984年（昭和59年） | 48              |
| 1985年（昭和60年） | 43              |
| 1986年（昭和61年） | 41              |
| 1987年（昭和62年） | 93              |
| 1988年（昭和63年） | 38              |
| 1989年（平成元年） | 35              |

| 年度               | 1日平均乗車人員 |
| ------------------ | --------------- |
| 1990年（平成2年）  | 34              |
|                    |                 |
| 1999年（平成11年） | 54              |
| 2000年（平成12年） | 52              |
| 2001年（平成13年） | 46              |
| 2002年（平成14年） | 40              |
| 2003年（平成15年） | 36              |
| 2004年（平成16年） | 32              |
| 2005年（平成17年） | 27              |
| 2006年（平成18年） | 27              |
| 2007年（平成19年） | 30              |
| 2008年（平成20年） |                 |
| 2009年（平成21年） |                 |
| 2010年（平成22年） |                 |
| 2011年（平成23年） | 24              |
| 2012年（平成24年） | 22              |
| 2013年（平成25年） | 20              |
| 2014年（平成26年） | 19              |
| 2015年（平成27年） | 21              |
| 2016年（平成28年） | 18              |
| 2017年（平成29年） | 17              |
| 2018年（平成30年） | 16              |
| 2019年（令和元年） | 18              |
| 2020年（令和2年）  | 10              |

## 駅周辺
- 道の駅九頭竜 - 駅舎に隣接[1][13]。
- JA福井県九頭竜出張所
- 国道158号
- 歴史の里笛資料館
- 大野市役所 住民振興室 - 旧和泉村役場の後身にあたる市窓口。
- 九頭竜川、石徹白川
- 九頭竜スキー場[6]
- E67 中部縦貫自動車道 九頭竜インターチェンジ
- 九頭竜ダム（九頭竜湖）・鷲ダム

## バス路線
大野市営バス和泉大野線
- 越前大野駅に行く路線であるが、2024年に増発され、4往復運行となっている。ただし、最終の第4便の一往復は、中学校のある火、水、金のみ運行。

大野市営バス和泉乗合バス
- 大野市営バス中竜線と前坂線は廃線となり、代替として和泉乗合バスがデマンド運行されている。

## その他
列島縦断 鉄道乗りつくしの旅〜JR20000km全線走破〜春編のゴール（2005年4月29日、スタートは鹿児島県枕崎駅、同駅からの中継放送は5月17日）、そして秋編（同年9月26日、ゴールは北海道根室駅）のスタート地点となった。
本来は当駅から国鉄越美南線の北濃駅（当時の岐阜県郡上郡白鳥町、現・郡上市）までの鉄道が建設され、美濃太田駅（岐阜県美濃加茂市）と福井駅を結ぶ越美線の中間駅となるはずであったが、越美南線の第三セクター転換（長良川鉄道）等で実現しなかった。また、同線の美濃白鳥駅（当時の白鳥町）との間には国鉄バスによって大野線が運行されていたが、ジェイアール東海バスへの移管後季節運行を経て、2002年10月1日に大野線は廃止された。美濃白鳥駅までは国道158号経由でも約30kmの道程であり、タクシーで移動すると10,000円程度の運賃となるため、遠回りとなるが県道127号経由で大野市営バスと白鳥交通バスを乗継ぐコースを取ることも可能（#バス路線を参照）。但し、いずれのルートも冬季は途中の一部区間で通行止めとなるため冬季移動は不可。
国鉄バス時代は旧村名から越前朝日駅と言う自動車駅で、越美北線開業前の仮称でもあった。開業時に観光目的も兼ね九頭竜湖から駅名とした、なお、九頭竜ダムからは駅との直線距離で約3キロメートルに位置している。
常備券タイプの青春18きっぷが2016年（平成28年）冬季まで販売されていた（販売終了時、福井県内では当駅も含め6駅で販売）。以前は枚数限定の上、ストラップなどオマケがついてくることから人気が高く、大概、早く売り切れた。最近ではオマケは付かない。以前は青春18きっぷの通信販売も行っていたが、JRの都合により2009年冬季で終了した。

## 隣の駅
西日本旅客鉄道（JR西日本）
■九頭竜線（越美北線）
- 越前下山駅 - 九頭竜湖駅